# Neudörfl
Neudörfl (maďarsky: Lajtaszentmiklós, chorvatsky: Najderflj) je městys v okrese Mattersburg, ve spolkové zemi Burgenland v Rakousku. V lednu 2015 zde žilo celkem 4380 obyvatel. V roce 1874 zde vznikla celorakouská sociálně demokratická strana.

## Poloha, popis
Městys leží při západním okraji Burgenlandu. Sousedí tedy převážně s obcemi v Dolních Rakousech: s městem Wiener Neustadt na západě a obcemi Lichtenwörth na severu, Waldheim na východě a Katzelsdorf an der Leitha na jihozápadě. Jen na jihu a jihovýchodě sousedí s obcemi Wiesen a Bad Sauerbrunn, které jsou v Burgenlandsku.
Severní obydlená část obce se nachází v nížině řeky Litavy (Leitha) v nadmořské výšce zhruba 250 m. Jižní část se rozkládá na úpatí pohoří Rosaliengebirge, takže nadmořská výška se vyšplhá až k 500 m. Celková rozloha městyse je 9,02 km².

## Doprava
Městysem prochází železniční trať z Wiener Neustadtu do Mattersburgu. Kromě toho obcí vede rychlostní silnice S4 – Mattersburger Schnellstraße. Po silnici je to do Mattersburgu zhruba 12 km a do Wiener Neustadtu 4 km.

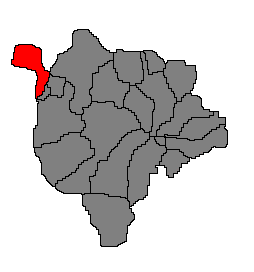
Neudörfl v okresu Mattersburg